# Guido Messore
Guido Messore (Sant'Ambrogio sul Garigliano, 21 novembre 1934) è un compositore, organista e direttore di coro italiano.

## Biografia
Guido Messore è diplomato in "Organo", "Composizione sacra" e "Direzione di coro" presso l'Istituto Pontificio di Musica Sacra in Roma, dove ha conseguito anche la licenza di Canto gregoriano. Ha partecipato ad importanti festival e rassegne organistiche nazionali ed internazionali (Austria, Germania, Svizzera, Australia, Italia). Come compositore, oltre ad avere scritto l'Oratorio "Ingresso di Gesù in Gerusalemme" per soli, coro ed orchestra, ha scritto diverse composizioni per coro e per organo.
È direttore musicale ed artistico del coro Samnium Concentus di Campobasso.
Nel 1994 ha vinto il concorso nazionale di composizione corale organizzato dall'Associazione Cori Piemontesi, mentre è del 2006 la vittoria al 10º Concorso di Composizione Corale "Cantar Trieste" con il brano "Il filo dell'autunno" per coro a quattro voci femminili su testo della poetessa triestina Lina Galli.
È presidente dell'Associazione Cori del Molise; è stato titolare della cattedra di Cultura Musicale Generale presso il Conservatorio "Lorenzo Perosi" di Campobasso.